# Acceptation à concurrence de l'actif net
L'acceptation à concurrence de l'actif net, anciennement dénommée acceptation sous bénéfice d'inventaire, est un droit français qui permet aux héritiers d'une succession d'éviter d'hériter de dettes, lorsqu'ils ignorent la composition de l'héritage. 

## Concept
Les héritiers ne sont tenus des dettes de la succession que dans la limite de l'actif successoral. Ils ne peuvent donc pas hériter de plus de dettes que de bénéfices. Cette disposition est réglée par les articles 793 à 810 du Code civil.
L'acceptation à concurrence de l'actif net empêche toute renonciation à la succession.
L'acceptation doit être faite devant un tribunal judiciaire.